# Palacete Rodríguez Quegles
El palacete Rodríguez Quegles es un edificio singular del barrio de Triana de Las Palmas de Gran Canaria, España. En la actualidad es un centro cultural del ayuntamiento de la ciudad, sede del Festival Internacional de Cine de Las Palmas de Gran Canaria y de la Sociedad Filarmónica.

## Historia
Construido en los primeros años del siglo XX por encargo de Domingo Rodríguez Quegles al arquitecto madrileño Mariano Belmás y concluido por el canario Fernando Navarro y Navarro, edificándose sobre lo que fuera la huerta del antiguo monasterio de la Concepción Bernarda.
Fue vivienda privada hasta 1972, cuando sus herederos lo vendieron al ayuntamiento de Las Palmas de Gran Canaria, que lo destinó a Conservatorio Superior de Música de Las Palmas. De esta manera se reformó y adaptó para esta nueva utilidad que se prolongó durante 16 años, hasta que su capacidad fue insuficiente para la cantidad de alumnos matriculados. 

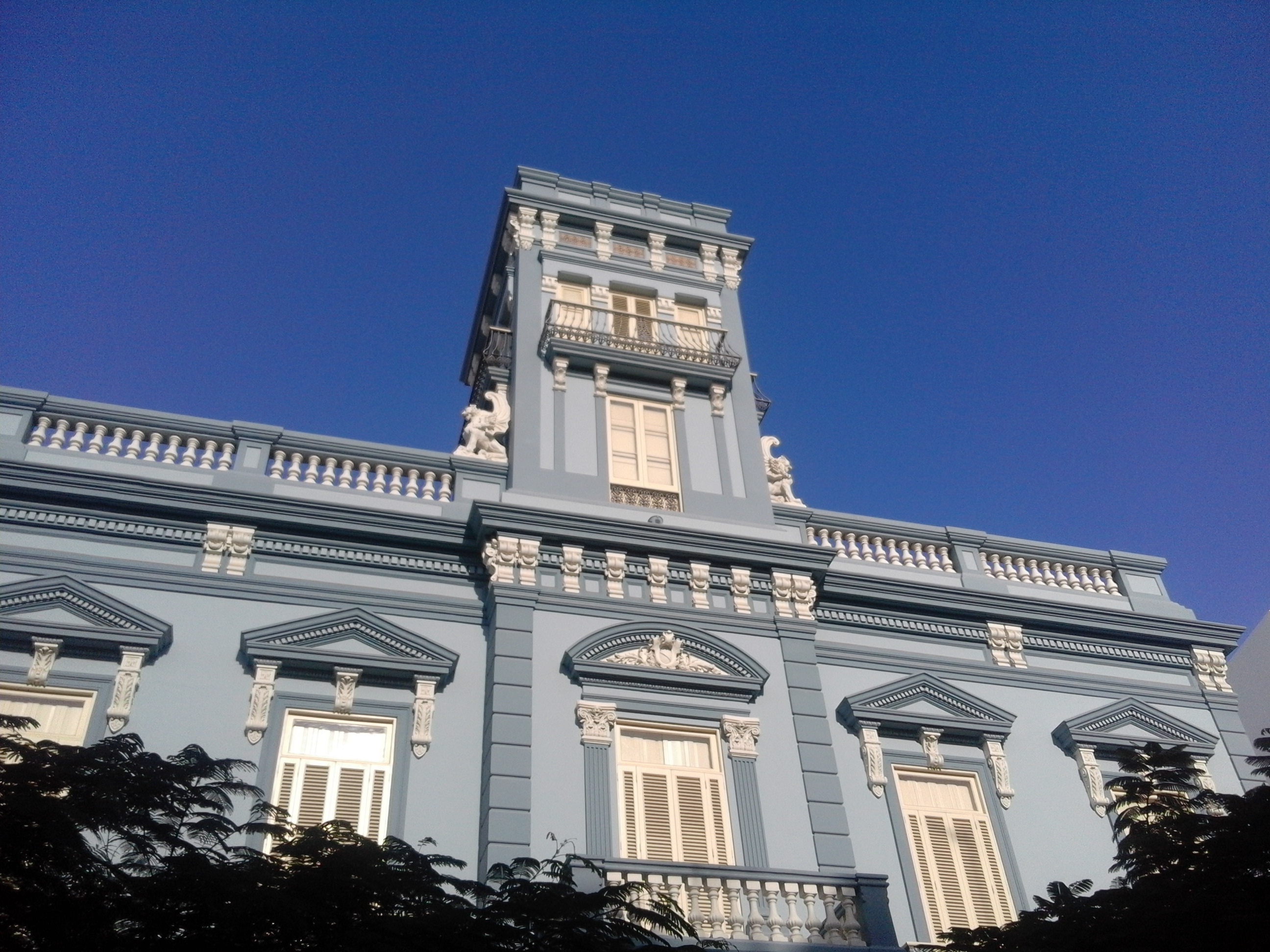
Torre de la fachada principal en la Calle Pérez Galdós.

Estuvo abandonado hasta 1990, cuando el Ayuntamiento lo cede a la Consejería de Cultura del Gobierno de Canarias, que acomete su rehabilitación y restauración integral que descubrió los estucados venecianos, frescos, tapices y mármoles. A partir de 1992 se convirtió en sede de la Consejería de Educación y Cultura, la Dirección General de Patrimonio Histórico, la Dirección General de Universidades e Investigación y de la Academia Canaria de la Lengua.
En 2015 fue recuperado por el ayuntamiento que lo destinó a centro cultural, sede del Festival de Cine y de la Sociedad Filarmónica de la capital isleña.